# Ferran Forns Navarro
Mossèn Ferran Forns Navarro (Girona, 31 de desembre de 1897 - Girona, 30 d'agost de 1970) fou un sacerdot, organista i mestre de capella, també conegut com mossèn Fernando o mossèn Nando.

## Biografia
L'any 1923, en el marc de la festivitat de la Mare de Déu de la Mercè, el mossèn Forns celebrà la seva primera missa i fou destinat a Mieres com a capellà adjunt. L'octubre d'aquell mateix any, va ser traslladat i començà a dirigir l'Escolania del Mercadal de Girona, on també exercí com a mestre de capella i organista. Durant el curs 1926-1927, juntament amb el violinista Josep M. Carbonell, organitzà una acadèmia musical amb classes de solfeig, teoria, violí i piano. El desembre de l'any 1931, s'aprovà la formació de la primera junta del Col·legi de Mestres de Capella, Organistes i cantors del Bisbat de Girona, del qual Forns en fou nomenat tresorer.
Durant els anys de la República, estigué al capdavant de les activitats dels grups avantguardistes que fundà sota l'ideari de la Federació de Joves Cristians de Catalunya (FJCC). Aquestes tasques foren interrompudes per la persecució religiosa i els esdeveniments de la Guerra Civil. L'any 1936, fou empresonat dues vegades, fins que, finalment, aconseguí fugir a França. Estigué a Versalles i a Chamarande, i a mitjans de 1939, tornà a Catalunya. En la seva tornada, reprengué el seu càrrec a l'Escolania i el mantingué fins poc abans de la seva mort. Aquell mateix any, fou nomenat assessor religiós del Frente de Juventudes pel bisbe Josep Cartañà. Allí hi destacà donant conferències religioses, iniciant els concursos de pessebres i assistint als campaments, entre d'altres.
El mossèn Forns fou un dels professors amb més llarga trajectòria al capdavant de l'ensenyament de música al Seminari Diocesà de Girona. Impartí classes entre els anys 1941 i 1966, i es dedicà sobretot a les classes del Seminari Menor, juntament amb Francesc Geli, qui es dedicà principalment a les del Seminari Major. En el terreny de la composició, se li coneix l’obra Sospirs de l’ànima. També fou capellà de la Casa de Misericòrdia, actual Casa de Cultura, i, més endavant, prefecte de la mateixa, coincidint amb la Segona Guerra Mundial. A més, fou professor de l'Institut Francès i dels Germans Maristes del Sagrat Cor.

## Reconeixements
Durant la seva estada com a vicari de cinc parròquies, a la diòcesi de Versalles, li fou concedit un diploma per part del govern francès en el qual se l'anomenava Officier d'Académie. Aquest document el signava el ministre d'educació nacional, Édouard Depreux, el 10 de juliol de 1948.
En reconeixement de la seva tasca a l'Hospici, on ajudà molts nens jueus acollits durant la Segona Guerra Mundial, rebé cartes i medalles de diverses associacions jueves i, fins i tot, li valgué rebre una medalla del govern israelià.
En ocasió del XXII aniversari de la Llei Fundacional del Frente de Juventudes, l'any 1962, li fou lliurada la Medalla de Plata de la Juventut.
El 31 de març de 1968, l'Ajuntament de Girona li organitzà un homenatge en el qual li fou concedit el Verus de Plata de la Ciutat. Aquell mateix any, el governador civil Víctor Hellín Sol li atorgà la Medalla d'Or de l'Orde de Cisneros, en la qual fou promogut amb la Creu de Cavaller.

## Llegat
El mossèn Forns deixà un record permanent en la ment d'aquells que tingueren l'oportunitat de ser els seus deixebles. Tant és així que, des de la seva mort, els ex-alumnes del capellà gironí acostumen a retrobar-se a l'església de Santa Susanna del Mercadal, en el marc de la diada de la Mare de Déu de Montserrat, per la qual el seu mestre sentia devoció. Allà hi interpreten novament les peces musicals que el seu mestre els va ensenyar. D'aquestes trobades, en destaquen la commemoració del vint-i-cinquè aniversari de la seva mort, que se celebrà l'1 de setembre de 1995, on assistiren més de dos-cents ex-escolanets. També, l'homenatge del centenari del seu naixement, que tingué lloc l'any 1998, i que coincidí amb els setanta-cinc anys del seu accés a la direcció de l'Escolania.

El mossèn Josep Maria Cervera Berta, qui fou rector de l'església del Mercadal l'any 1961, afirmà de l'escolania de Forns que:
«sempre fou nombrosa i el record del mestre i l'escalf que deixà encara perdura entre els antics escolans supervivents».
Durant el seu exili a França, Forns començà a escriure un dietari dels primers mesos de la guerra. Aquestes memòries inèdites, de nom La Revolució roja a Girona, es poden trobar a la Biblioteca del Seminari Diocesà.
L'any 1996, s'aprovà la designació del carrer Mossèn Ferran Forns i Navarro, a la ciutat de Girona.
Un antic membre de l'Escolania feu donació a l'Ajuntament de Girona, l'any 2001, d'un fons que es trobava inicialment conservat a la rectoria de l'església de Santa Susanna del Mercadal i, posteriorment, al seu domicili. Ingressaren al Centre de Recerca i Difusió de la Imatge (CRDI) de l'Arxiu Municipal de Girona, cinc mil tres-centes setanta-dues fotografies. El Fons Escolania del Mercadal - Mossèn Ferran Forns i Navarro, correspon a fotografies generades durant els anys en què aquesta fou dirigida pel mossèn Forns. L'autoria de les fotografies és majoritàriament atribuïble al mossèn Forns, tot i que també s'identifiquen altres autors. N'és destacable el conjunt de fotografies firmades pel fotògraf Martí Massafont.

## Fons personal
El conjunt de documentació del Fons Ferran i Maria Teresa Forns Navarro, fou custodiat inicialment pel mossèn Forns fins a la seva defunció. Posteriorment, fou custodiat per Joaquim Nadal i Farreras, net de Teresa Forns Navarro, germana del mossèn. Els germans Nadal Farreras van fer donació del fons a l'Ajuntament de Girona. L'ingrés a l'Arxiu Municipal de Girona s'efectuà en tres moments: gener de 2018, març de 2019 i juny de 2020. Ingressaren a l'arxiu tres mil cent seixanta-set fotografies i quatre capses de documentació textual.
Es tracta de documentació generada pel mossèn Forns a nivell personal i fruit de la seva activitat sacerdotal i, en menor mesura, per Maria Teresa Forns Navarro a nivell personal. Les imatges corresponen principalment a les activitats pròpies de l'Escolania del Mercadal, tal com excursions o retrats dels alumnes, com també d'altres activitats dels grups de la FJCC, el Frente de Juventudes, la Sección Femenina i de l'Hospici Provincial. Hi ha una important presència d'excursions i viatges del mossèn, com també fotografies familiars. En destaquen les imatges d'entre 1937 i 1939, quan estigué exiliat a França. També, en destaquen quaranta-dues postals del fotògraf Valentí Fargnoli.
Pel que fa a la documentació textual, està constituïda per documents d’àmbit privat, rebuts i correspondència rebuda pel mossèn i la seva germana. En destaquen tres dietaris de Forns sobre l’inici de la Guerra Civil a Girona, el seu empresonament i l’exili a França. En relació amb la seva activitat com a sacerdot, s'hi troben nomenaments, partitures, documents relacionats amb la parròquia de Santa Susanna del Mercadal, i actes de reconeixement i homenatge a la seva figura.